# Ukraińskie gabinety rządowe (1917–1926)
Ukraińskie gabinety rządowe w latach 1917–1926

## Ukraińska Centralna Rada
Składy Sekretariatu Generalnego UCR, od 22 stycznia 1918 Rady Ministrów Ludowych URL.

### 28 czerwca – 27 lipca 1917
- Prezes Sekretariatu Generalnego UCR – Wołodymyr Wynnyczenko
- Sekretariat Spraw Międzynarodowych – Serhij Jefremow
- Sekretariat Spraw Wewnętrznych – Wołodymyr Wynnyczenko
- Sekretariat Spraw Wojskowych – Symon Petlura
- Sekretariat Finansów – Chrystofor Baranowski
- Sekretariat Aprowizacji – Mykoła Stasjuk
- Sekretariat Spraw Rolnych – Borys Martos
- Sekretariat Sprawiedliwości – Walentyn Sadowski
- Sekretariat Oświaty – Iwan Steszenko
- Pisarz Generalny – Pawło Chrystiuk

### 27 lipca – 3 września 1917
- Prezes Sekretariatu Generalnego UCR – Wołodymyr Wynnyczenko
- Sekretariat Spraw Międzynarodowych – Ołeksandr Szulhyn
  - zastępca do spraw żydowskich – Mosze Zilberfarb
  - zastępca do spraw polskich – Mieczysław Mickiewicz
- Sekretariat Spraw Wewnętrznych – Wołodymyr Wynnyczenko
- Sekretariat Spraw Wojskowych – Symon Petlura
- Sekretariat Finansów – Chrystofor Baranowski
- Sekretariat Aprowizacji – Mykoła Stasjuk
- Sekretariat Spraw Rolnych – Borys Martos
- Sekretariat Sprawiedliwości – Walentyn Sadowski
- Sekretariat Oświaty – Iwan Steszenko
- Sekretariat Kolei – Wsewołod Hołubowycz
- Sekretariat Poczt i Telegrafów – Ołeksandr Zarubin
- Pisarz Generalny – Pawło Chrystiuk
- Kontroler Generalny – Mosze Rafes

### 3 września – 12 listopada 1917
- Prezes Sekretariatu Generalnego UCR – Wołodymyr Wynnyczenko
- Sekretariat Spraw Międzynarodowych – Ołeksandr Szulhyn
  - zastępca do spraw żydowskich – Mosze Zilberfarb
  - zastępca do spraw polskich – Mieczysław Mickiewicz
- Sekretariat Spraw Wewnętrznych – Wołodymyr Wynnyczenko
- Sekretariat Spraw Wojskowych – Symon Petlura
- Sekretariat Finansów – Mychajło Tuhan-Baranowski
- Sekretariat Spraw Rolnych – M. Sawczenko-Bilski
- Sekretariat Oświaty – Iwan Steszenko
- Pisarz Generalny – Ołeksandr Łotocki
- Kontroler Generalny – Ołeksandr Zarubin
- Komisarz przy Rządzie Tymczasowym – Petro Stebnycki

### 12 listopada – grudzień 1917
- Prezes Sekretariatu Generalnego UCR – Wołodymyr Wynnyczenko
- Sekretariat Spraw Międzynarodowych – Ołeksandr Szulhyn
  - zastępca do spraw żydowskich – Mosze Zilberfarb
  - zastępca do spraw polskich – Mieczysław Mickiewicz
  - zastępca do spraw rosyjskich – Dmitrij Odiniec
- Sekretariat Spraw Wewnętrznych – Wołodymyr Wynnyczenko
- Sekretariat Spraw Wojskowych – Symon Petlura
- Sekretariat Finansów – Mychajło Tuhan-Baranowski
- Sekretariat Aprowizacji – Mykoła Kowałewski
- Sekretariat Spraw Rolnych – M. Sawczenko-Bilski
- Sekretariat Handku i Przemysłu – Wsewołod Hołubowycz
- Sekretariat Sprawiedliwości – Mychajło Tkaczenko
- Sekretariat Oświaty – Iwan Steszenko
- Sekretariat Kolei – Wadym Jeszczenko
- Sekretariat Poczt i Telegrafów – Ołeksandr Zarubin
- Sekretariat Pracy – Mykoła Porsz
- Pisarz Generalny – Ołeksandr Łotocki
- Kontroler Generalny – Ołeksandr Zarubin
- Komisarz przy Rządzie Tymczasowym – Petro Stebnycki

### grudzień 1917 – 31 stycznia 1918
Od 22 stycznia 1918 pod nazwą Rady Ministrów Ludowych.
- Prezes Sekretariatu Generalnego UCR – Wołodymyr Wynnyczenko
- Sekretariat Spraw Międzynarodowych – Ołeksandr Szulhyn
- Sekretariat Spraw Wewnętrznych – Wołodymyr Wynnyczenko
- Sekretariat Spraw Wojskowych – Symon Petlura, Mykoła Porsz (od 1 stycznia 1918)
- Sekretariat Finansów – Wasyl Mazurenko
- Sekretariat Aprowizacji – Mykoła Kowałewski
- Sekretariat Spraw Rolnych – Bohdan Zarudny
- Sekretariat Handlu i Przemysłu – Wsewołod Hołubowycz
- Sekretariat Sprawiedliwości – Mychajło Tkaczenko
- Sekretariat Oświaty – Iwan Steszenko
- Sekretariat Kolei – Wadym Jeszczenko
- Sekretariat Poczt i Telegrafów – Mykyta Szapował
- Sekretariat Pracy – Mykoła Porsz
- Pisarz Generalny – Iwan Mirny (p.o.)
- Kontroler Generalny – Ołeksandr Zołotariow
- Sekretariat Spraw Żydowskich – Mosze Zilberfarb
- Sekretariat Spraw Polskich – Mieczysław Mickiewicz
- Sekretariat Spraw Rosyjskich – Dmitrij Odiniec
- Sekretariat Spraw Morskich – Dmytro Antonowycz

## Ukraińska Republika Ludowa

### 31 stycznia – 24 marca 1918
- Premier – Wsewołod Hołubowycz
- Ministerstwo Spraw Zagranicznych – Wsewołod Hołubowycz
- Ministerstwo Spraw Wewnętrznych – Pawło Chrystiuk
- Ministerstwo Spraw Wojskowych – A. Nemołowski, Ołeksandr Żukowski (od 7 lutego)
- Ministerstwo Finansów – Stepan Perepełycia
- Ministerstwo Aprowizacji – Mykoła Kowałewski
- Ministerstwo Spraw Rolnych – Arystarch Ternyczenko
- Ministerstwo Sprawiedliwości – Mychajło Tkaczenko
- Ministerstwo Oświaty – Nykyfir Hryhorijiw
- Ministerstwo Spraw Morskich – Dmytro Antonowycz

### 24 marca – 29 kwietnia 1918
- Premier – Wsewołod Hołubowycz
- Ministerstwo Spraw Zagranicznych – Mykoła Lubynski
- Ministerstwo Spraw Wewnętrznych – Mychajło Tkaczenko
- Ministerstwo Spraw Wojskowych – Ołeksandr Żukowski
- Ministerstwo Finansów – Petro Kłymowycz
- Ministerstwo Handlu i Przemysłu – Iwan Feszczenko-Czopiwski
- Ministerstwo Aprowizacji – Dmytro Koliuch
- Ministerstwo Spraw Rolnych – Mykoła Kowałewski
- Ministerstwo Sprawiedliwości – Serhij Szełuchyn
- Ministerstwo Oświaty – Wiaczesław Prokopowycz
- Ministerstwo Kolei – Jewhen Sokowycz
- Ministerstwo Poczt i Telegrafów – Hryhorij Sydorenko
- Ministerstwo Pracy – Leonid Mychajliw
- Ministerstwo Spraw Żydowskich – Wulf Lacki
- Sekretarz Stanu – Pawło Chrystiuk
- Kontroler Państwowy – Ołeksandr Łotocki

## Hetmanat

### 3 maja – 24 października 1918
- Premier – Fedir Łyzohub
- Ministerstwo Spraw Zagranicznych – Dmytro Doroszenko
- Ministerstwo Spraw Wewnętrznych – Fedir Łyzohub, Ihor Kistiakowski
- Ministerstwo Spraw Wojskowych – Ołeksandr Rohoza
- Ministerstwo Finansów – Antin Rżepecki
- Ministerstwo Handlu i Przemysłu – Serhij Gutnik
- Ministerstwo Aprowizacji – Jurij Sokolowski, Serhij Herbel
- Ministerstwo Spraw Rolnych – Wasyl Kołokolcow
- Ministerstwo Sprawiedliwości – Mychajło Czubynski, O. Romanow
- Ministerstwo Oświaty – Mykoła Wasylenko
- Ministerstwo Kolei – Borys Butenko
- Ministerstwo Poczt i Telegrafów – Hryhorij Sydorenko
- Ministerstwo Pracy – Jurij Wagner
- Ministerstwo Kultów – Wasyl Zinkiwski
- Ministerstwo Zdrowia – Wsewołod Lubynski
- Sekretarz Stanu – Ihor Kistiakowski, Serhij Zawadski
- Kontroler Państwowy – Gieorgij Afanasjew

### 24 października – 14 listopada 1918
- Premier – Fedir Łyzohub
- Ministerstwo Spraw Zagranicznych – Dmytro Doroszenko
- Ministerstwo Spraw Wewnętrznych – W. Rejnbot (p.o.)
- Ministerstwo Spraw Wojskowych – Ołeksandr Rohoza
- Ministerstwo Finansów – Antin Rżepecki
- Ministerstwo Handlu i Przemysłu – Serhij Mering
- Ministerstwo Aprowizacji – Serhij Herbel
- Ministerstwo Spraw Rolnych – Wołodymyr Łeontowycz
- Ministerstwo Sprawiedliwości – Andrij Wiazłow
- Ministerstwo Oświaty – Petro Stebnycki
- Ministerstwo Kolei – Borys Butenko
- Ministerstwo Poczt i Telegrafów – Hryhorij Sydorenko
- Ministerstwo Pracy – Maksym Sławinski
- Ministerstwo Wyznań Religijnych – Ołeksandr Łotocki
- Ministerstwo Zdrowia – Wsewołod Lubynski
- Sekretarz Stanu – Serhij Zawadski
- Kontroler Państwowy – S. Pietrow

### 14 listopada – 14 grudnia 1918
- Premier – Serhij Herbel
- Ministerstwo Spraw Zagranicznych – Gieorgij Afanasjew
- Ministerstwo Spraw Wewnętrznych – Ihor Kistiakowski
- Ministerstwo Spraw Wojskowych – D. Szuski
- Ministerstwo Finansów – Antin Rżepecki
- Ministerstwo Handlu i Przemysłu – Serhij Mering
- Ministerstwo Aprowizacji – G. Glinka
- Ministerstwo Spraw Rolnych – Serhij Herbel
- Ministerstwo Sprawiedliwości – W. Rejnbot
- Ministerstwo Oświaty – Wołodymyr Naumenko
- Ministerstwo Kolei – W. Lanberg
- Ministerstwo Pracy – Wołodymyr Kosynski
- Ministerstwo Spraw Morskich – Andrij Pokrowski
- Ministerstwo Wyznań Religijnych – Mychajło Woronowycz
- Ministerstwo Zdrowia – Wsewołod Lubynski
- Sekretarz Stanu – Serhij Zawadski
- Kontroler Państwowy – S. Pietrow

## Ukraińska Republika Ludowa

### 15 listopada – 26 grudnia 1918
Na początku antyhetmańskiego powstania w Winnicy powstała Tymczasowa Rada Zarządzająca Sprawami Państwowymi (TRZDS), natomiast w Kijowie konspiracyjny Komitet Rewolucyjny (Wołodymyr Czechiwski, Anatol Pisocki, Mykoła Hałahan, Mychajło Awdijenko, M. Marczenko, N. Zahorodny). Po wkroczeniu powstańców do Kijowa władze przejął tymczasowo Jewhen Konowalec, dowódca korpusu Strzelców Siczowych – zbrojnego ramienia przewrotu.

### 26 grudnia 1918 – 13 lutego 1919
- Premier – Wołodymyr Czechiwski
- Ministerstwo Spraw Zagranicznych – Wołodymyr Czechiwski
- Ministerstwo Spraw Wewnętrznych – Ołeksandr Myciuk
- Ministerstwo Spraw Wojskowych – Ołeksandr Osecki (p.o.), Ołeksandr Hrekow (od 2 stycznia 1919)
- Ministerstwo Finansów – Wasyl Mazurenko (p.o.), Borys Martos
- Ministerstwo Handlu i Przemysłu – Serhij Ostapenko
- Ministerstwo Aprowizacji – Borys Martos
- Ministerstwo Spraw Rolnych – Mykyta Szapował
- Ministerstwo Sprawiedliwości – Serhij Szełuchyn (p.o.)
- Ministerstwo Oświaty – Petro Chołodny (p.o.), Iwan Ohijenko (p.o.)
  - Urząd Wyznań Religijnych – Iwan Łypa
- Ministerstwo Kultury i Sztuki – Dmytro Antonowycz
- Urząd Prasy i Informacji – Osyp Nazaruk
- Ministerstwo Kolei – Pyłyp Pyłypczuk
- Ministerstwo Pracy – Łeonid Mychajliw (w styczniu 1919 resort zlikwidowano)
- Ministerstwo Spraw Morskich – Mychajło Bilinski
- Ministerstwo Poczt i Telegrafów – I. Sztefan
- Ministerstwo Zdrowia i Opieki Społecznej – Borys Matiuszenko
- Sekretarz Stanu – I. Sniżko (p.o.), Mychajło Korczynski
- Kontroler Państwowy – Dmytro Symoniw

### 13 lutego – 9 kwietnia 1919
- Premier – Serhij Ostapenko
- Wicepremier – Iwan Feszczenko-Czopiwski
- Ministerstwo Spraw Zagranicznych – Kost Macijewycz
- Ministerstwo Spraw Wewnętrznych – Hryc Czyżewski
- Ministerstwo Spraw Wojskowych – Ołeksandr Szapował
- Ministerstwo Finansów – Stepan Fedak (nie objął urzędu), Borys Martos (tymczasowo), Mychajło Krywecki
- Ministerstwo Gospodarki Narodowej – Iwan Feszczenko-Czopiwski
- Ministerstwo Spraw Rolnych – Jewhen Archypenko
- Ministerstwo Sprawiedliwości – Dmytro Markowycz
- Ministerstwo Oświaty – Iwan Ohijenko
- Ministerstwo Wyznań Religijnych – Iwan Łypa
- Zarząd Prasy i Informacji – Osyp Nazaruk
- Ministerstwo Kolei – Pyłyp Pyłypczuk
- Ministerstwo Spraw Morskich – Mychajło Bilinski
- Ministerstwo Spraw Żydowskich – Abram Rewucki
- Ministerstwo Zdrowia i Opieki Społecznej – Owksentyj Korczak-Czepurkiwski
- Sekretarz Stanu – Mychajło Korczynski
- Kontroler Państwowy – Dmytro Symoniw

### 9 kwietnia – 27 sierpnia 1919
- Premier – Borys Martos
- Wicepremier – Andrij Liwycki
- Ministerstwo Spraw Zagranicznych – Wołodymyr Temnyckyj
- Ministerstwo Spraw Wewnętrznych – Isaak Mazepa
- Ministerstwo Spraw Wojskowych – Hryhir Syrotenko, Wsewołod Petriw (od 27 lipca)
- Ministerstwo Finansów – Borys Martos
- Ministerstwo Gospodarki Narodowej – Łeontij Szramczenko, Teofan Czerkaski (od 9 czerwca)
- Ministerstwo Spraw Rolnych – Mykoła Kowałewski
- Ministerstwo Sprawiedliwości – Andrij Liwycki
- Ministerstwo Oświaty – Antin Kruszelnycki, Nykyfor Hryhorijiw (p.o.)
- Ministerstwo Wyznań Religijnych – M. Myrowycz
- Zarząd Prasy i Informacji – Iwan Łyzaniwski, Teofan Czerkaski (od 9 czerwca)
- Ministerstwo Kolei – Mykoła Szadłun
- Ministerstwo Poczt i Telegrafów – Iwan Paływoda
- Ministerstwo Pracy – Osyp Bezpałko
- Ministerstwo Spraw Żydowskich – Pinchas Krasny
- Ministerstwo Zdrowia i Opieki Społecznej – Ołeksa Biłous, Dmytro Odryna (od 9 czerwca)
- Ministerstwo Do Spraw Zachodniego okręgu Republiki (od 4 lipca) – Semen Wityk
- Sekretarz Stanu – Iwan Łazyniwski (p.o.)
- Kontroler Państwowy – Iwan Kabaczkiw

### 27 sierpnia 1919 – 26 maja 1920
- Premier – Isaak Mazepa
- Ministerstwo Spraw Zagranicznych – Andrij Liwycki
- Ministerstwo Spraw Wewnętrznych – Isaak Mazepa, Iwan Makuch (od 26 grudnia 1919)
- Ministerstwo Spraw Wojskowych – Wsewołod Petriw, Wołodymyr Salski (od 5 listopada 1919)
- Ministerstwo Finansów – Borys Martos
- Ministerstwo Gospodarki Narodowej – Mykoła Szadłun
- Ministerstwo Spraw Rolnych – Mykoła Kowałewski, Arkadij Stepanenko (p.o.), Stanisław Stempowski (od 3 maja 1920)
- Ministerstwo Sprawiedliwości – Andrij Liwycki
- Ministerstwo Oświaty – Nykyfor Hryhorijiw, Petro Chołodny (od 3 maja 1920)
- Ministerstwo Wyznań Religijnych – Iwan Ohijenko
- Zarząd Prasy i Informacji – Teofan Czerkaski (do grudnia 1919)
- Ministerstwo Kolei – Serhij Tymoszenko, Pyłyp Pyłypczuk (od 3 maja 1920)
- Ministerstwo Poczt i Telegrafów – Iwan Paływoda, Iłarion Kosenko (od 3 maja 1920)
- Ministerstwo Pracy – Osyp Bezpałko
- Ministerstwo Spraw Żydowskich – Pinchas Krasny
- Ministerstwo Zdrowia i Opieki Społecznej – Dmytro Odryna (zmarł 16 listopada 1919)
- Ministerstwo Do Spraw Zachodniego okręgu Republiki (do 14 września 1919) – Semen Wityk
- Sekretarz Stanu – Łeontyj Szramczenko
- Kontroler Państwowy – Iwan Kabaczkiw

### 26 maja – 14 października 1920
- Premier – Wiaczesław Prokopowycz
- Wicepremier – Andrij Liwycki
- Ministerstwo Spraw Zagranicznych – Andrij Nikowski
- Ministerstwo Spraw Wewnętrznych – Ołeksandr Salikowski
- Ministerstwo Spraw Wojskowych – Wołodymyr Salski
- Ministerstwo Finansów – Chrystofor Baranowski (od 4 czerwca)
- Ministerstwo Gospodarki Narodowej – Jewhen Archypenko
- Ministerstwo Spraw Rolnych – Isaak Mazepa, Jewhen Archypenko (od 1 lipca)
- Ministerstwo Sprawiedliwości – Andrij Liwycki
- Ministerstwo Oświaty – Petro Chołodny
- Ministerstwo Wyznań Religijnych – Iwan Ohijenko
- Ministerstwo Kolei – Serhij Tymoszenko
- Ministerstwo Poczt i Telegrafów – Iłarion Kosenko
- Ministerstwo Pracy – Osyp Bezpałko (do 23 czerwca)
- Ministerstwo Spraw Żydowskich – Pinchas Krasny
- Ministerstwo Zdrowia i Opieki Społecznej – Stanisław Stempowski
- Sekretarz Stanu – Wiktor Onichimowski (p.o.)
- Kontroler Państwowy – Iwan Kabaczkiw

### 14 października 1920 – 24 marca 1921
- Premier – Andrij Liwycki
- Wicepremier – Ołeksander Salikowski
- Ministerstwo Spraw Zagranicznych – Andrij Nikowski
- Ministerstwo Spraw Wewnętrznych – Ołeksandr Salikowski
- Ministerstwo Spraw Wojskowych – Ołeksandr Gałkin (p.o.), Mykoła Junakiw (od 24 grudnia 1920, p.o.), Serhij Diadiusza
- Ministerstwo Finansów – Petro Wydybida-Rudenko
- Ministerstwo Gospodarki Narodowej – Jewhen Archypenko, Petro Wydybida-Rudenko (od listopada 1920 do stycznia 1921), Mychajło Bilinski (od stycznia 1921)
- Ministerstwo Spraw Rolnych – Borys Iwanycki (od stycznia 1921)
- Ministerstwo Sprawiedliwości – Andrij Liwycki
- Ministerstwo Oświaty – Petro Chołodny
- Ministerstwo Wyznań Religijnych – Iwan Ohijenko
- Ministerstwo Kolei – Serhij Tymoszenko
- Ministerstwo Pracy – Walentyn Sadowski
- Ministerstwo Spraw Żydowskich – Pinchas Krasny
- Ministerstwo Zdrowia i Opieki Społecznej – Stanisław Stempowski
- Minister bez teki – Wiaczesław Prokopowycz
- Główny Naczelnik Ewakuacji i Rozmieszczenia Instytucji Państwowych – Iwan Paływoda, Wsewołod Hynenko-Sawijski (od lutego 1921)
- Sekretarz Stanu – Mychajło Korczynski
- Kontroler Państwowy – Iwan Kabaczkiw

### 24 marca – 5 sierpnia 1921
- Premier – Wiaczesław Prokopowycz (do 29 czerwca), Andrij Liwycki (od 29 czerwca, p.o.)
- Wicepremier – Andrij Liwycki
- Ministerstwo Spraw Zagranicznych – Andrij Nikowski (do 29 czerwca)
- Ministerstwo Spraw Wewnętrznych – Mychajło Bilinski
- Ministerstwo Spraw Wojskowych – Mychajło Omelianowicz-Pawlenko, Marko Bezruczko (od 23 maja)
- Ministerstwo Finansów – Charyton Łebid-Jurczyk
- Ministerstwo Gospodarki Narodowej – Pyłyp Pyłypczuk
- Ministerstwo Spraw Rolnych – Oleksander Kowałewski
- Ministerstwo Sprawiedliwości – Andrij Liwycki
- Ministerstwo Oświaty – Petro Chołodny
- Ministerstwo Wyznań Religijnych – Iwan Ohijenko
- Ministerstwo Kolei – Serhij Tymoszenko
- Ministerstwo Poczt i Telegrafów – Iłarion Kosenko
- Ministerstwo Pracy – Walentyn Sadowski
- Ministerstwo Spraw Żydowskich – Pinchas Krasny
- Ministerstwo Zdrowia i Opieki Społecznej – Iwan Łypa
- Minister bez teki – Stanisław Stempowski
- Sekretarz Stanu – Mykoła Bahrynowski
- Kontroler Państwowy – Iwan Kabaczkiw

### 5 sierpnia 1921 – 14 stycznia 1922
- Premier – Pyłyp Pyłypczuk
- Wicepremier – Andrij Nikowski
- II Wicepremier – Andrij Wowk (od 14 listopada 1921)
- Ministerstwo Spraw Zagranicznych – Andrij Nikowski
- Ministerstwo Spraw Wewnętrznych – Wsewołod Hynenko-Sawijski
- Ministerstwo Spraw Wojskowych – Wiktor Pawlenko, Andrij Wowk (od 15 listopada 1921)
- Ministerstwo Finansów – Pyłyp Pyłypczuk
- Ministerstwo Gospodarki Narodowej – Pyłyp Pyłypczuk
- Ministerstwo Spraw Rolnych – Oleksander Kowałewski
- Ministerstwo Sprawiedliwości – Mykoła Bahrynowski
- Ministerstwo Oświaty – Petro Chołodny
- Ministerstwo Wyznań Religijnych – Iwan Ohijenko
- Ministerstwo Prasy i Propagandy – Ołeksander Kowałewski
- Ministerstwo Kolei, Poczt i Telegrafów – Iwan Szowheniw, Ilia Sapiha
- Ministerstwo Pracy – Mykoła Bahrynowski
- Ministerstwo Zdrowia i Opieki Społecznej – Iwan Ohijenko
- Ministerstwo Spraw Żydowskich – Pinchas Krasny
- Minister bez teki – Stanisław Stempowski
- Sekretarz Stanu – Hryhorij Szyjaniw
- Kontroler Państwowy – Iwan Kabaczkiw

### 14 stycznia 1922 – 17 lipca 1923
- Premier – Andrij Liwycki
- Ministerstwo Spraw Zagranicznych – Jan Karaszewicz-Tokarzewski
- Ministerstwo Spraw Wewnętrznych – Ołeksandr Morozowski
- Ministerstwo Spraw Wojskowych – Andrij Wowk (p.o.), Ołeksandr Gałkin (od marca do maja 1922), Mykoła Junakiw (od maja 1922)
- Ministerstwo Finansów – Wiktor Prychodko, Pawło Czyżewski
- Ministerstwo Spraw Rolnych – Stepan Siropołko
- Ministerstwo Sprawiedliwości – Stepan Liwicki
- Ministerstwo Oświaty – Stepan Siropołko, Petro Chołodny (od lipca 1922)
- Ministerstwo Wyznań Religijnych – Iwan Ohijenko
- Ministerstwo Kolei, Poczt i Telegrafów – Iwan Szowheniw
- Ministerstwo Pracy – Walentyn Sadowski
- Ministerstwo Spraw Żydowskich – Pinchas Krasny
- Sekretarz Stanu – Hryhorij Szyjaniw
- Kontroler Państwowy – Iwan Kabaczkiw

### 17 lipca 1923 – czerwiec 1926
- Premier – Andrij Liwycki
- Ministerstwo Spraw Zagranicznych – Jan Karaszewicz-Tokarzewski, Ołeksandr Szulhyn (od początku 1926)
- Ministerstwo Spraw Wewnętrznych – Stepan Siropołko (do października 1923)
- Ministerstwo Spraw Wojskowych – Mykoła Junakiw, Wołodymyr Salski (od jesieni 1923)
- Ministerstwo Finansów – Pawło Czyżewski (zmarł w 1925)
- Ministerstwo Spraw Kulturalno-Oświatowych – Wiaczesław Prokopowycz
- Ministerstwo Kolei, Poczt i Telegrafów – Stepan Siropołko
- Minister bez teki – Walentyn Sadowski
- Sekretarz Stanu – Hryhorij Szyjaniw (nie podjął obowiązków), Stepan Siropołko
- Kontroler Państwowy – Iwan Kabaczkiw

## Zachodnioukraińska Republika Ludowa

### 18 listopada 1918 – 9 czerwca 1919
Parlament – Ukraińska Rada Narodowa (ukr. Українська Національна Рада)
- - Przewodniczący – Jewhen Petruszewycz
  - Organ ustawodawczy Rady (od 4 stycznia 1919)
    - Prezydent – Jewhen Petruszewycz
    - Zastępcy: Lew Baczynski, Omelian Popowycz, Semen Wityk, Andrij Szmigelski
    - Skład: Antin Horbaczewski, Hryhorij Duwirak, Mychajło Nowakiwski, Teofil Okunewski, Stepan Juryk
    - Sekretarze: Stepan Wytwycki, Stepan Siłecki, Osyp Ustyjanowycz

  - Organ wykonawczy – Sekretariat Państwowy (od 13 listopada 1918)
    - Prezydent Rady Sekretarzy Państwowych – Kost Łewycki (13 listopada 1918 – 4 stycznia 1919)
    - Sekretarze Państwowi: Kost Łewycki, Longyn Cehelski, Dmytro Witowski, Iwan Myron, Jarosław Łytwynowycz, Ołeksandr Pisicki, Ołeksandr Barwinski, Sydir Hołubowycz, Stepan Baran, Iwan Makuch, Stepan Czarnecki, Iwan Kuroweć, Wasyl Panejko, Stepan Fedak
    - Premier – Sydir Hołubowycz (4 stycznia 1919 – 6 czerwca 1919)
    - Sekretarze Państwowi: Sydor Hołubowycz, Wasyl Panejko, Iwan Makuch, Dmytro Witowski, Osyp Buraczynski, Mychajło Martynec, Ahenor Artymowycz, Iwan Myron, Marian Kazanewycz. Później jeszcze: Longyn Cehelski, Mychajło Łozynski, Wiktor Kurmanowycz.

### 6 czerwca 1919 – 16 lipca 1919
Dyktatura
- - Dyktator – Jewhen Petruszewycz
  - Rada Upoważnionych:
    - Sydir Hołubowycz – sprawy wewnętrzne
    - Stepan Wytwycki – sprawy zagraniczne
    - Wiktor Kurmanowycz – obrona
    - Iwan Myron – transport

## Literatura
- Jan Jacek Bruski – „Petlurowcy”, Kraków 2004, ISBN 83-86225-03-3.